# Diecezja Tortosy
Diecezja Tortosy (łac. Dioecesis Dertosensis) – diecezja Kościoła rzymskokatolickiego w Hiszpanii. Należy do metropolii Tarragony. Została erygowana w IV w.

## Biskupi
- Ricardo María Carles Gordó (1969-1990)
- Lluís Martínez Sistach (1991-1997)
- Javier Salinas Viñals (1997-2012)
- Enrique Benavent Vidal (2013-2022)
- Sergi Gordo Rodríguez (od 2023)